# Pierre Mazière
Pour les articles homonymes, voir Mazière et Mazières.
Pierre Mazière, né le 13 novembre 1847 à Saint-Amand (Creuse) et mort le 13 septembre 1928 à Moutier-Rozeille (Creuse), est un homme politique français.

## Biographie
Pierre Mazière sera tuilier puis il suit les maçons de la Creuse à Paris. De 1871 à 1904, il est domestique, métayer, puis le fermier des Bandy-de-Nalèche. Enfin il s'établit comme exploitant forestier.

## Carrière politique
- 1883 : Maire de Moutier-Rozeille
- 1886 : Conseiller général de Felletin
- 27 avril 1902 - 27 janvier 1903 : Député de l'Arrondissement d'Aubusson sous l'étiquette du Radical-Socialiste
- 1903 - 1921 : Sénateur de la Creuse sous l'étiquette Gauche démocratique

## Sources
- « Pierre Mazière », dans le Dictionnaire des parlementaires français (1889-1940), sous la direction de Jean Jolly, PUF, 1960 [détail de l’édition]